# Люнре
Люнре (фр. Luneray) — коммуна на севере Франции, регион Нормандия, департамент Приморская Сена, округ Дьеп, центр одноименного кантона. Расположена в 18 км к юго-западу от Дьепа и в 14 км от автомагистрали N27.
Население (2018) — 2 190 человек.

## Достопримечательности
- Протестантский храм XVIII века; Люнре является одной из немногих в Нормандии коммун с большой долей населения, исповедующего протестантизм
- Церковь Святого Реми XVI века

## Экономика
Структура занятости населения:
- сельское хозяйство — 1,7 %
- промышленность — 37,0 %
- строительство — 6,2 %
- торговля, транспорт и сфера услуг — 40,5 %
- государственные и муниципальные службы — 14,7 %

Уровень безработицы (2017) — 11,9 % (Франция в целом —  13,4 %, департамент Приморская Сена — 15,3 %). 

Среднегодовой доход на 1 человека, евро (2018) — 20 990 (Франция в целом — 21 730, департамент Приморская Сена — 21 140).

## Демография
Динамика численности населения, чел.

## Администрация
Пост мэра Люнре с 2020 года занимает Ги Ожер (Guy Auger). На муниципальных выборах 2020 года возглавляемый им правый список победил в 1-м туре, получив 65,30 % голосов.
| Период | Период | Фамилия        | Партия                                                       | Примечания                                                                                          |
| ------ | ------ | -------------- | ------------------------------------------------------------ | --------------------------------------------------------------------------------------------------- |
| 1962   | 1983   | Роже Уде       | Национальный центр независимых и крестьян                    | инженер-агроном, министр сельского хозяйства Франции, сенатор                                       |
| 1983   | 2003   | Даниэль Рено   | Объединение в поддержку Республики Союз за народное движение | промышленник, член Генерального совета департамента                                                 |
| 2003   | 2020   | Мартьяль Огель | Разные правые                                                | руководитель предприятия, член Генерального совета департамента, вице-президент Совета департамента |
| 2020   |        | Ги Ожер        |                                                              | |